# 乙酸铜
乙酸铜（乙酸铜(II)），是化学式为Cu2(CH3COO)4的化合物，其中CH3COO−指乙酸根CH3COO−。Cu2(CH3COO)4是深绿色晶体，一水合物Cu2(CH3COO)4(H2O)2略带蓝绿色，分子呈中國燈籠結構。
乙酸铜在古代被用作杀菌剂和绿色颜料，目前多用作无机合成中铜(II)的来源，也可在有机合成中作为催化剂或氧化剂。和所有铜化合物一样，乙酸铜的焰色反应为蓝绿色。

## 历史
乙酸是食物发酵的副产物，而乙酸铜最早也是在葡萄园中获得的。当时铜片夹在生产葡萄酒剩余的葡萄皮和残渣中，人们发现不久后就有蓝色物质在铜片表面生成。刮下少许后发现它可溶于水。该固体被用作颜料。它与三氧化二砷混合后生成醋酸亚砷酸铜，作为杀虫剂和杀菌剂使用，称作巴黎绿。

## 化学合成中的应用
乙酸铜的主要用途是在有机合成中作为催化剂或氧化剂使用。例如，Cu2(CH3COO)4可以催化两个末端炔烃的偶联，生成1,3-二炔：
{\displaystyle {\rm {Cu_{2}(CH_{3}COO)_{4}+2CH_{3}-C\!\equiv \!CH\rightarrow 2CuCH_{3}COO+\,}}}{\displaystyle {\rm {CH_{3}C\!\equiv \!C\!-\!C\!\equiv \!CH_{3}}}}{\displaystyle {\rm {\ +2CH_{3}COOH}}}
反应的中间体包括乙炔亚铜等，再经乙酸铜氧化，得到炔基自由基。此外，用乙酸铜来合成炔胺（含有氨基的末端炔烃）也涉及乙炔亚铜中间产物。
将无水Cu2(CH3COO)4和金属铜一起加热会得到无色易挥发的乙酸亚铜：
{\displaystyle {\rm {2Cu+Cu_{2}(CH_{3}COO)_{4}\rightarrow 4CuCH_{3}COO}}}
乙酸铜(II)用水合肼也能还原成乙酸亚铜。

## 合成
乙酸铜在发现后的几个世纪内都是通过以上方法制取的。但这种方法制得的乙酸铜杂质较多。现在实验室中的制备方法分为三步，总反应为：

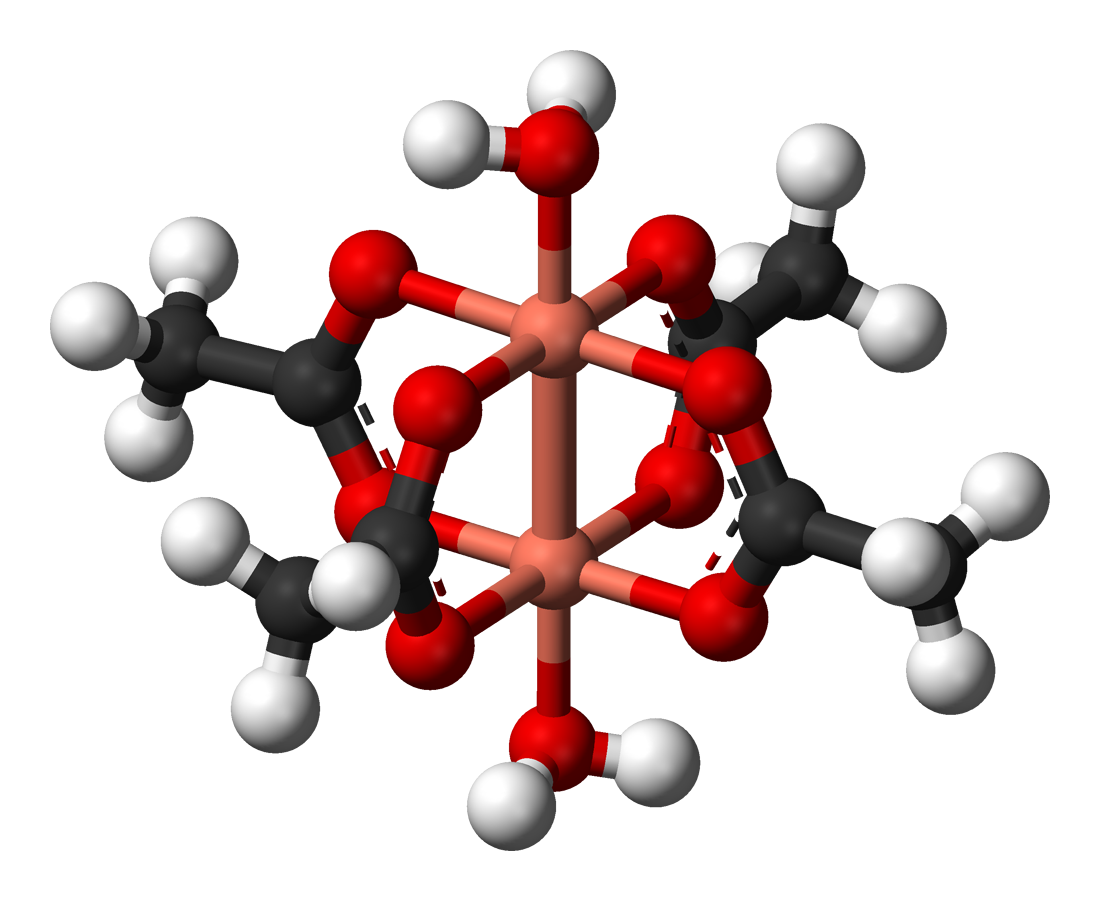
乙酸铜的双核结构

{\displaystyle {\rm {2CuSO_{4}\cdot 5H_{2}O+4NH_{3}+4CH_{3}COOH\rightarrow Cu_{2}(CH_{3}COO)_{4}(H_{2}O)_{2}}}}{\displaystyle {\rm {\ +2(NH_{4})_{2}SO_{4}+8H_{2}O}}}
二水合物会在100°C真空失水：
{\displaystyle {\rm {Cu_{2}(CH_{3}COO)_{4}(H_{2}O)_{2}\rightarrow Cu_{2}(CH_{3}COO)_{4}+2H_{2}O}}}
也可以用碱式碳酸铜和乙酸反应制备乙酸铜：
{\displaystyle {\rm {Cu_{2}(OH)_{2}CO_{3}+4CH_{3}COOH\rightarrow Cu_{2}(CH_{3}COO)_{4}+2H_{2}O+CO_{2}}}}

## 结构
Cu2(CH3COO)4(H2O)2，以及类似的Rh(II)、Cr(II)乙酸盐二聚体都采取“中国灯笼”式的结构。 每个铜原子都为四个氧原子所围绕，乙酸根的每一个氧原子都与一个铜原子键连，键长1.97Å（197pm）。两个水分子配体占上下，Cu-O键长为2.20Å（220pm）。两个五配位的铜原子之间的距离为2.65Å（265pm），与金属铜中Cu—Cu距离（255pm）相近。
两个铜原子存在很弱的共价作用，导致乙酸铜的磁矩随着温度降低而减小，比如一水合乙酸铜室温下的磁矩为1.40 B.M.，而在90K时仅为0.36 B.M.。由于自旋方向相反抵消，Cu2(CH3COO)4(H2O)2实质上是反磁性的。它对推动现代反铁磁体耦合理论发展有很重要的贡献。